# Ciénaga de Oro
Ciénaga de Oro is een gemeente in het Colombiaanse departement Córdoba. De gemeente telt 53.403 inwoners (2005).

## Geboren
- Gustavo Petro (1960), president van Colombia (heden) en ex-guerrillastrijder